# Climatología de precipitaciones de los ciclones tropicales
La climatología de precipitaciones de los ciclones tropicales se desarrolla para determinar las características de las lluvias de ciclones tropicales pasados. Estos datos pueden utilizarse para ayudar a pronosticar los impactos de ciclones tropicales actuales o futuros. El grado de impacto de las precipitaciones de un ciclón tropical depende de la velocidad de movimiento, el tamaño del ciclón y el grado de cizalladura vertical del viento. Una de las amenazas más importantes de los ciclones tropicales son las precipitaciones intensas. Los ciclones tropicales grandes, de movimiento lento y sin cizalladura producen las lluvias más intensas. La intensidad de un ciclón tropical parece tener poca relación con su potencial de precipitaciones sobre tierra, pero las mediciones por satélite de los últimos años muestran que los ciclones tropicales más intensos producen precipitaciones notablemente mayores sobre el agua. Las inundaciones provocadas por los ciclones tropicales siguen siendo una causa importante de muertes, sobre todo en las zonas poco elevadas.

## Previsión de inundaciones
Aunque las inundaciones continentales son habituales en los ciclones tropicales, hay factores que provocan precipitaciones excesivas a causa de los ciclones tropicales. El movimiento lento, como se vio durante el huracán Danny (1997) y el huracán Wilma, puede provocar grandes cantidades de lluvia. La presencia de montañas o colinas cerca de la costa, como en gran parte de México, Haití, República Dominicana, Centroamérica, Madagascar, Reunión, China y Japón, aumenta el potencial de precipitaciones debido al flujo ascendente forzado hacia las montañas. Un fuerte empuje en niveles superiores de una vaguada que se desplaza a través de los vientos del oeste y su frente frío asociado, como ocurrió durante el huracán Floyd, puede dar lugar a grandes cantidades de lluvia incluso de sistemas que se desplazan con un avance medio. Los ciclones tropicales de mayor tamaño  provocan más lluvias al precipitar sobre un mismo punto durante más tiempo que los ciclones tropicales medios o pequeños. Una combinación de estos dos factores puede ser particularmente devastadora, como se vio durante el huracán Mitch en Centroamérica. Durante la temporada de 2005, las inundaciones relacionadas con la amplia circulación del huracán Stan causaron entre 1662 y 2000 muertes.

## Distribución general en un ciclón tropical
Isaac Cline fue el primero en investigar la distribución de las precipitaciones en torno a los ciclones tropicales a principios del siglo XX. Descubrió que una mayor proporción de precipitaciones cae delante del centro del ciclón (u ojo) que después del paso del centro y que el mayor porcentaje cae en el cuadrante delantero derecho. El Padre Viñes de Cuba descubrió que algunos ciclones tropicales tienen sus mayores índices de precipitación en el cuadrante posterior dentro de una banda de afluencia en formación (sin movimiento). Normalmente, a medida que un ciclón tropical se intensifica, sus índices de precipitación más intensos se concentran más alrededor de su centro. Las precipitaciones son más intensas en el núcleo interno del ciclón tropical, ya sea la pared del ojo o la nubosidad central densa, dentro de un grado de latitud del centro, con menores cantidades más lejos del centro.  La mayor parte de las precipitaciones en los ciclones tropicales se concentra dentro de su radio de vientos de fuerza mayor (34 nudos o 63 km/h). Las precipitaciones son más comunes cerca del centro de los ciclones tropicales durante la noche. Sobre tierra, las bandas exteriores son más activas durante el calentamiento del día, lo que puede actuar para restringir la afluencia al centro del ciclón. Estudios recientes han demostrado que la mitad de las precipitaciones dentro de un ciclón tropical son de naturaleza estratiforme. El tabla de la derecha fue desarrollada por Riehl en 1954 utilizando ecuaciones meteorológicas que suponen un radio de vendaval de unos 230 km, un ciclón bastante simétrico, y no tiene en cuenta los efectos topográficos ni la cizalladura vertical del viento. Las cantidades locales pueden superar esta tabla en un factor de dos debido a la topografía. La cizalladura del viento tiende a disminuir las cantidades por debajo de lo que se muestra en la tabla.

## Relación con la magnitud del ciclón

Los tamaños relativos del tifón Tip, el ciclón Tracy y Estados Unidos.

Los ciclones tropicales de mayor tamaño tienen escudos de lluvia más grandes, lo que puede dar lugar a mayores cantidades de precipitaciones lejos del centro del ciclón. Esto se debe generalmente al mayor tiempo de caída de las precipitaciones en cualquier punto de un sistema más grande, en comparación con un sistema más pequeño. Parte de la diferencia observada en las precipitaciones entre ciclones grandes y pequeños podría deberse al mayor muestreo de precipitaciones dentro de un ciclón tropical grande en comparación con un ciclón compacto; en otras palabras, la diferencia podría ser el resultado de un problema estadístico.

## Desplazamiento lento o en bucle y la magnitud de la precipitación
Los ciclones que se han desplazado lentamente, o en bucle, durante días consecutivos provocan las mayores cantidades de precipitaciones en varios países. Riehl calculó que pueden esperarse 863 mm de precipitaciones al día en un radio de medio grado, o 56 km, del centro de un ciclón tropical maduro. Muchos ciclones tropicales avanzan a una velocidad de 10 nudos (18,52 km/h), lo que limitaría la duración de este exceso de precipitaciones a aproximadamente un cuarto de día, lo que supondría unos 216 mm de precipitaciones. Esto sería cierto sobre el agua, a menos de 160 km de la costa y fuera de los accidentes topográficos. A medida que un ciclón se desplaza tierra adentro y se aleja de su fuente de calor y humedad (el océano), las precipitaciones de los ciclones tropicales y sus restos disminuyen rápidamente.

## Impacto de la cizalladura vertical del viento en la escudo de precipitación
La cizalladura vertical del viento obliga a que el patrón de precipitaciones alrededor de un ciclón tropical se vuelva altamente asimétrico, con la mayor parte de la precipitación cayendo a la izquierda y a sotavento del vector de cizalladura, o cizalladura descendente izquierda. En otras palabras, la cizalladura del suroeste fuerza la mayor parte de la precipitación al norte-noreste del centro. Si la cizalladura del viento es lo suficientemente fuerte, la mayor parte de la precipitación se alejará del centro dando lugar a lo que se conoce como un centro de circulación expuesto. Cuando esto ocurre, la magnitud potencial de las precipitaciones con el ciclón tropical se reducirá significativamente.

### Efecto de la interacción con los límites frontales y vaguadas de nivel superior
Cuando un ciclón tropical interactúa con una vaguada de niveles superiores y el frente de superficie correspondiente, se observa una zona norte de precipitaciones a lo largo del frente por delante del eje de la vaguada. Este tipo de interacción puede dar lugar a que las precipitaciones más intensas caigan a lo largo y a la izquierda de la trayectoria del ciclón tropical, extendiéndose cientos kilómetros a sotavento del ciclón tropical. Cuanto más fuerte sea la vaguada superior que recoge al ciclón tropical, más significativo tiende a ser el desplazamiento a la izquierda de la trayectoria en la distribución de las precipitaciones.

## Montañas
El aire húmedo que asciende por las laderas de las colinas costeras y las cadenas montañosas puede provocar precipitaciones mucho más intensas que en la planicie costera. Estas lluvias torrenciales pueden provocar deslizamientos de tierra, que aún causan importantes pérdidas de vidas humanas, como las que se produjeron durante el huracán Mitch en Centroamérica.

## Distribución mundial

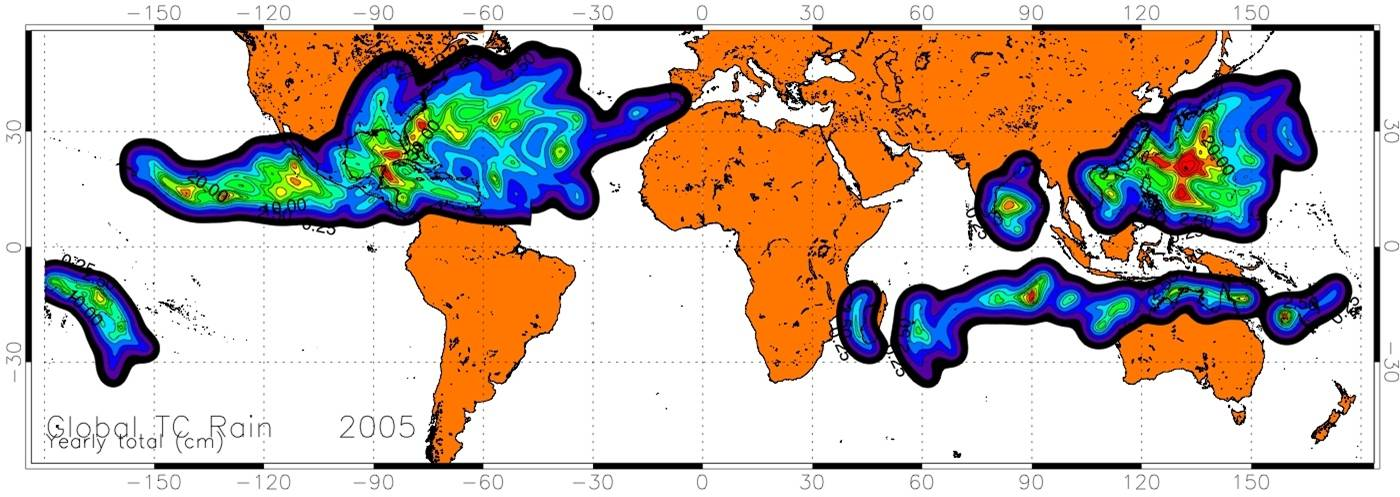
Precipitaciones mundiales de ciclones tropicales en 2005.

A escala mundial, las precipitaciones provocadas por ciclones tropicales son más frecuentes en el hemisferio norte que en el hemisferio sur. Esto se debe principalmente a la distribución anual normal de los ciclones tropicales, ya que entre la mitad y dos tercios de todos los ciclones tropicales se forman al norte del ecuador. Las precipitaciones se concentran cerca del paralelo 15º en ambos hemisferios, con un descenso menos pronunciado con la latitud en el hemisferio norte, debido a las corrientes de agua cálida más fuertes que se observan en ese hemisferio, que permiten que los ciclones tropicales sigan siendo de naturaleza tropical en latitudes más altas que al sur del ecuador. En el hemisferio sur, los impactos pluviométricos serán más comunes entre enero y marzo, mientras que al norte del ecuador, los impactos de las precipitaciones de los ciclones tropicales son más comunes entre junio y noviembre. Japón recibe más de la mitad de sus precipitaciones de tifones.

## Estadísticas de precipitaciones de ciclones tropicales en Estados Unidos

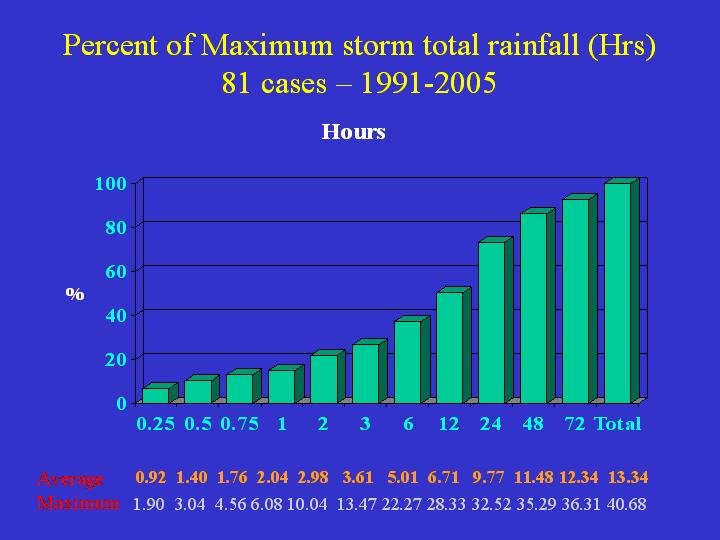
Acumulaciones de lluvia de ciclones tropicales en EE. UU. por periodo de tiempo.

Entre 1970 y 2004, las inundaciones continentales causaron la mayoría de las muertes relacionadas con ciclones tropicales en Estados Unidos. Esta estadística cambió en 2005, cuando el impacto del huracán Katrina hizo que el aspecto más mortífero de los ciclones tropicales volviera a ser la marejada ciclónica, que históricamente ha sido el aspecto más mortífero de los ciclones tropicales fuertes. En promedio, cinco ciclones tropicales de intensidad igual o superior a la de una depresión tropical provocan lluvias anualmente en los Estados Unidos contiguos, contribuyendo con alrededor de una cuarta parte de las precipitaciones anuales en el sureste de Estados Unidos. Aunque muchas de estos ciclones se forman en la cuenca atlántica, algunos sistemas o sus remanentes se desplazan a través de México desde la cuenca del Pacífico oriental. La precipitación total media de un ciclón tropical procedente de la cuenca atlántica que afecta en las 48 estados más bajos es de aproximadamente 410 mm y entre el 70% y el 75% del total de la tormenta cae en un periodo de 24 horas. El total puntual más alto se observó durante el huracán Harvey en la temporada de huracanes del 2017, cuando cayeron 1539 mm en el sureste de Texas.

## Medios impresos
1. Tannehill, Ivan Ray (1942). Hurricanes (en inglés). Princeton: Princeton University Press.
2. Riehl, Herbert (1954). Tropical Meteorology (en inglés). Nueva York: McGraw-Hill Book Company.
3. Tucker, Terry (1966). Beware the Hurricane! (en inglés). Bermudas: Hamilton Press.